# Vezot
Vezot ist eine französische Gemeinde mit 77 Einwohnern (Stand: 1. Januar 2022) im Département Sarthe in der Region Pays de la Loire; sie gehört zum Arrondissement Mamers und zum Kanton Mamers. Die Einwohner werden Vezotins genannt.

## Geographie
Vezot liegt etwa 43 Kilometer nordnordöstlich von Le Mans. Umgeben wird Vezot von den Nachbargemeinden Villaines-la-Carelle im Norden, Saint-Longis im Osten, Panon im Süden, Saosnes im Süden und Südwesten sowie Saint-Rémy-du-Val im Westen.

## Bevölkerungsentwicklung
| 1962                      | 1968 | 1975 | 1982 | 1990 | 1999 | 2006 | 2013 |
| ------------------------- | ---- | ---- | ---- | ---- | ---- | ---- | ---- |
| 160                       | 138  | 89   | 78   | 76   | 69   | 66   | 66   |
| Quelle: Cassini und INSEE |      |      |      |      |      |      |      |

## Sehenswürdigkeiten
- Kirche Saint-Jean-Baptiste aus dem 11. Jahrhundert, Umbauten aus dem 15. und 16. Jahrhundert
- Reste der alten Burg von La Cour, Monument historique

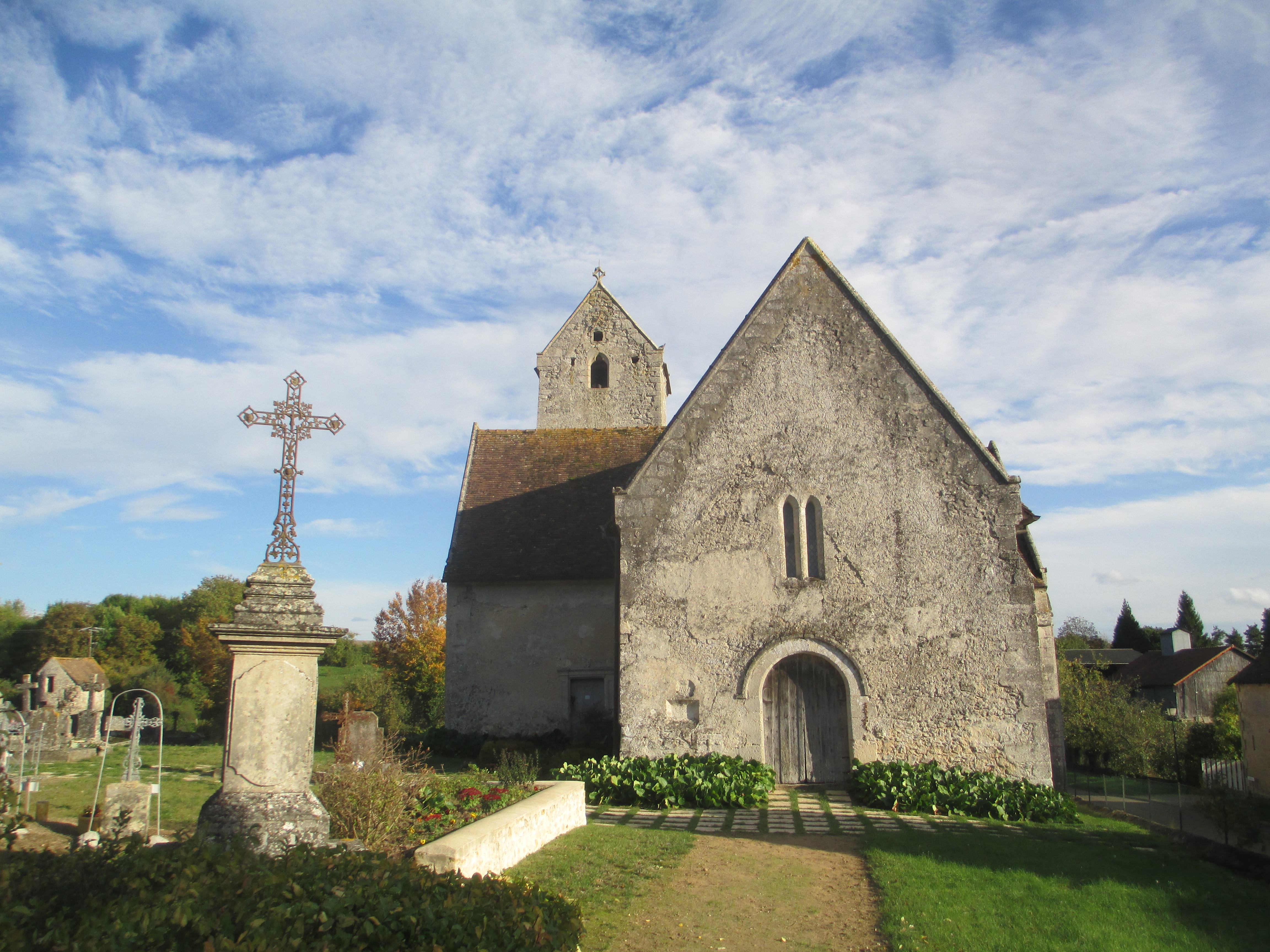
Kirche Saint-Jean-Baptiste
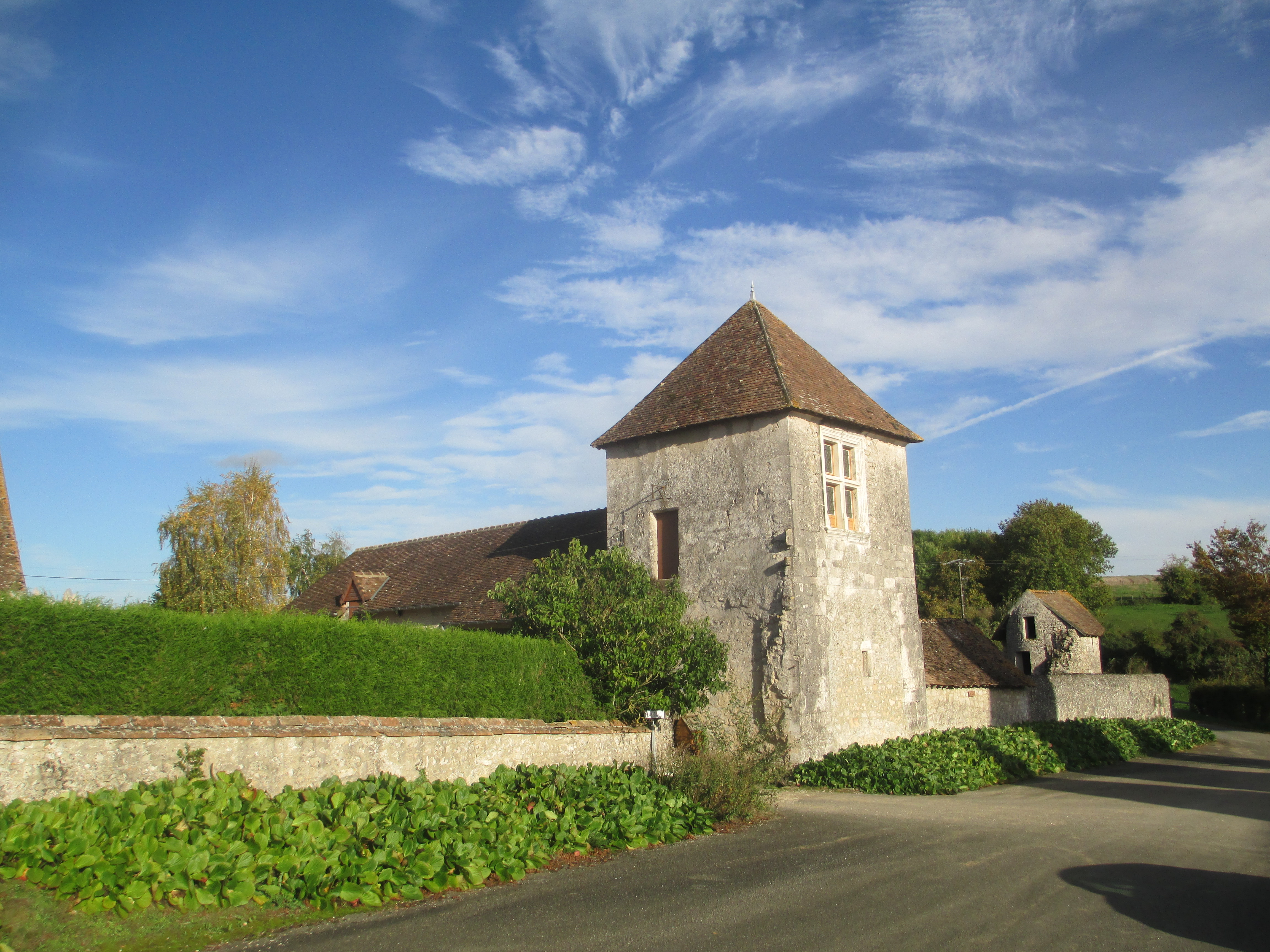
Reste der Burganlage